# Leda Dau
Leda Dau (Juiz de Fora, 1924 — Rio de Janeiro, 2011) foi uma botânica e professora universitária brasileira.
Trabalhou no Museu Nacional entre os anos de 1952 e 1994, do qual chegou a ser diretora em 1986, e integra as primeiras gerações de mulheres cientistas no Brasil, que ajudaram a sedimentar a escolarização e a profissionalização femininas, viabilizando o acesso das mulheres ao mundo da ciência e da academia.

## Biografia
Leda nasceu na cidade de Juiz de Fora, em 1924. Seus pais eram libaneses e vieram ainda adolescentes para o Brasil. Quando a família se reuniu enfim, após várias levas de imigração, eles se estabeleceram na cidade de Santana do Deserto, próxima a Juiz de Fora, onde um de seus irmãos nasceu. Em Santana do Deserto já havia uma comunidade de libaneses e é provável que o local fosse uma referência para outros imigrantes. Leda era criança, cerca de 4 ou 5 anos de idade, quando a família se mudou para o subúrbio da cidade do Rio de Janeiro.
Seu pai era comerciante e o casal Dau teve quatro filhos, Albert, o mais velho, Odette, Leda e Amaury. Apesar de ter aprendido o árabe com os pais em casa, eles não estimularam os filhos a aprender formalmente a língua e o ensinamento acabou se perdendo. Seu pai abriu uma alfaiataria com o que restou da antiga loja de tecidos da mãe, produzindo fardamentos militares para a escola de cadetes que existia no bairro. A escola acabou transferida para Pirassununga, onde foi aberta uma escola de sargentos e seu pai continuou a fornecer as fardas, voltando aos finais de semana para o Rio de Janeiro. Em uma dessas viagens, seu pai teve um mal súbito e veio a falecer em 1957.
Com o estímulo dos pais, os quatro filhos puderam estudar e seguir carreira. Leda estudou música brevemente, mas largou para estudar no Ginásio Arte e Instrução, em Cascadura, uma escola particular. Tinha feito o primário em Realengo e o científico no Colégio Pedro II, no centro do Rio. Interessada em ciências desde pequena, cuidando da horta da casa, o ensino científico foi o que inspirou a seguir carreira nas ciências. Seu irmão Albert fez Direito, Amaury foi para a Marinha, fazendo engenharia civil, enquanto Odette fez vestibular para medicina, mas não continuou os estudos e se tornou dona de casa.

## Carreira
Leda entrou na Faculdade Nacional de Filosofia da Universidade do Brasil, em 1949, para cursar História Natural, um curso com muito mais mulheres do que homens. Seu irmão mais velho foi um dos grandes apoiadores de sua carreira. Mesmo com o curso de genética atraindo as atenções, Leda preferiu a botânica. Ainda estudante, começou a estagiar em Manguinhos, com Lejeune de Oliveira, na área de zoologia, mas não gostou. Uma colega de curso estagiava no Museu Nacional com um grupo de ecologistas e no último ano de faculdade, Leda aceitou o convite e iniciou o estágio no Museu Nacional em 1952.
Em 1957, surgiu um concurso de naturalista para o Museu Nacional, para o qual Leda prestou. O Museu não tinha carreira de pesquisador, que surgiu apenas com a reforma universitária de 1968. Mesmo tendo recebido convites para trabalhar em outras instituições, Leda preferiu continuar no Museu.
Em 1969, Leda assumiu a chefia do Departamento de Botânica do Museu Nacional, cargo que manteve por dez anos, sendo sucedida por Vidigal Sampaio. Como chefe do departamento, Leda reorganizou o herbário, identificando plantas, espécies e montando um acervo. Entre 1977 e 1980, Leda foi vice-diretora do Museu sob a gestão de Luiz Emygdio de Mello Filho. Como a universidade queria fazer coincidir as eleições de diretores com a do reitor, Leda foi nomeada diretora até dezembro de 1981, voltando à direção da instituição de 1986 a 1989.
Além da administração, Leda também foi docente do Museu Nacional, desde 1967, tando no curso de aperfeiçoamento em Botânica quanto na pós-graduação, área que coordenou de 1983 a 1985. Leda foi visitante no Laboratório de Fisiologia Vegetal do Instituto de Ciências Biológicas, da Universidade de Brasília, a convite do Luiz Fernando Gouvêa Labouriau (1972-1973) e ministrou a disciplina “Ecologia e Germinação de Sementes”, entre 1973 e 1978, na Universidade Federal do Rio de Janeiro no curso de biologia.
Foi membro do Conselho de Pesquisas da UFRJ (1964-1970), filiada à Sociedade Botânica do Brasil, e a Sociedade Brasileira de Agronomia, além de ser membro da Sociedade dos Amigos do Museu Nacional e da Fundação Brasileira para Conservação da Natureza.

## Aposentadoria
Leda se aposentou do Museu Nacional em 1994. Estava não apenas cansada, mas teve várias perdas na família que acabaram lhe tolhendo o ânimo com a carreira e com a sala de aula. Frequentou o horto da instituição algumas vezes, mas acabou deixando o Museu de lado após algum tempo. Leda nunca se casou ou teve filhos.

## Morte
Leda morreu em 2011, na cidade do Rio de Janeiro, aos 86 anos.